# Hannu Tihinen
Hannu Tihinen (* 1. Juli 1976 in Keminmaa, Finnland) ist ein ehemaliger finnischer Profifußballer, der als Innenverteidiger spielte. Er arbeitet seit Januar 2014 als Sportdirektor beim Finnischen Fußballverband.
Er hat für Vereine in Finnland, Norwegen, England, Belgien und der Schweiz gespielt. Während seiner Karriere, die 2010 endete, gewann Tihinen fünf Meisterschaften in drei Ländern, einen Pokaltitel in zwei Ländern und war Kapitän fast aller seiner Vereinsmannschaften.

## Karriere

### Vereine
Der in Keminmaa, Lappland, geborene Tihinen begann seine Karriere bei KePS Kemi in den unteren Ligen, bevor er in der Saison 1997 zum Klub HJK Helsinki der Veikkausliiga wechselte. Mit HJK gewann er sowohl die finnische Meisterschaft als auch den finnischen Pokal und sammelte in der Saison 1998/99 mit dem Verein Erfahrung in der UEFA Champions League.
Im November 1999 wechselte Tihinen zum norwegischen Klub Viking Stavanger. Im Finale des norwegischen Pokals 2000 unterlief ihm ein entscheidendes Eigentor, doch im Jahr darauf gewann er die Pokalmeisterschaft und köpfte den Ball ins rechte Toreck. Tihinen verbrachte zweieinhalb Spielzeiten bei Viking und wechselte für kurze Zeit auf Leihbasis in die englische Premier League zu West Ham United. Bei West Ham spielte er im FA-Cup 2000/01 in Old Trafford beim 1:0-Sieg gegen Manchester United.
2002 wechselte Tihinen zum belgischen Verein RSC Anderlecht. Er spielte vier Jahre lang in Belgien und gewann zwei belgische Meisterschaften. Im November 2003 erzielte Tihinen im Champions-League-Spiel gegen Lyon den 1:0-Siegtreffer.
Nachdem Tihinens Vertrag bei Anderlecht im Sommer 2006 ausgelaufen war, wurde er für drei Jahre vom FC Zürich verpflichtet. Er war Kapitän der Mannschaft, die 2006/07 und 2008/09 Schweizer Meister wurde. Am 30. September 2009 erzielte Tihinen im Spiel der Gruppe C der UEFA Champions League 2009/10 gegen den A.C. Mailand nach zehn Minuten den Siegtreffer für Zürich.

### Nationalmannschaft
Tihinen gab sein Debüt für die finnische Nationalmannschaft am 5. Juni 1999 gegen die Türkei. Er erzielte in den Spielen der Nationalmannschaft fünf Tore und bildete in den meisten Spielen der 2000er Jahre zusammen mit Sami Hyypiä die Stammformation der finnischen Innenverteidigung. Im Juni 2007 führte Tihinen die Nationalmannschaft in einem Spiel gegen Belgien an, das als der Adlerkampf bekannt wurde. Bei diesem Spiel flog ein Uhu auf das Spielfeld und das Spiel wurde für eine Weile unterbrochen. Der Spitzname „die Adlereulen“ für die finnische Nationalmannschaft geht auf dieses Ereignis zurück.

## Nach der Spielerkarriere
Nachdem er sich aus dem aktiven Sport zurückgezogen hatte, wechselte Tihinen als stellvertretender Sportdirektor zum FC Zürich.
Am 13. April 2012 gab er seine Kandidatur für das Amt des neuen Präsidenten des Finnischen Fußballverbands bekannt, das nach der Wahl von Sauli Niinistö zum finnischen Staatspräsidenten frei geworden war. In den Jahren 2012 bis 2014 war Tihinen Vorsitzender des finnischen Fußballspielerverbands.
Nach Ende seiner Karriere studierte Tihinen internationale Führungskompetenz und Management an der UEFA-Akademie und an der Aalto-Universität in Helsinki. Seit 2014 fungiert er als technischer Direktor des Finnischen Fußballverbands.

## Größte Erfolge
- Finnischer Meister 1997
- Finnischer Cup 1998
- Norwegischer Cup 2001
- Belgischer Meister 2004 & 2006
- Schweizermeister 2007 & 2009

## Nationalmannschaft
Tihinen bestritt 76 Spiele für die finnische Nationalmannschaft, dabei erzielte er fünf Tore.